# Wischlager Wiesen
Koordinaten: 52° 13′ 35″ N, 7° 42′ 45″ O

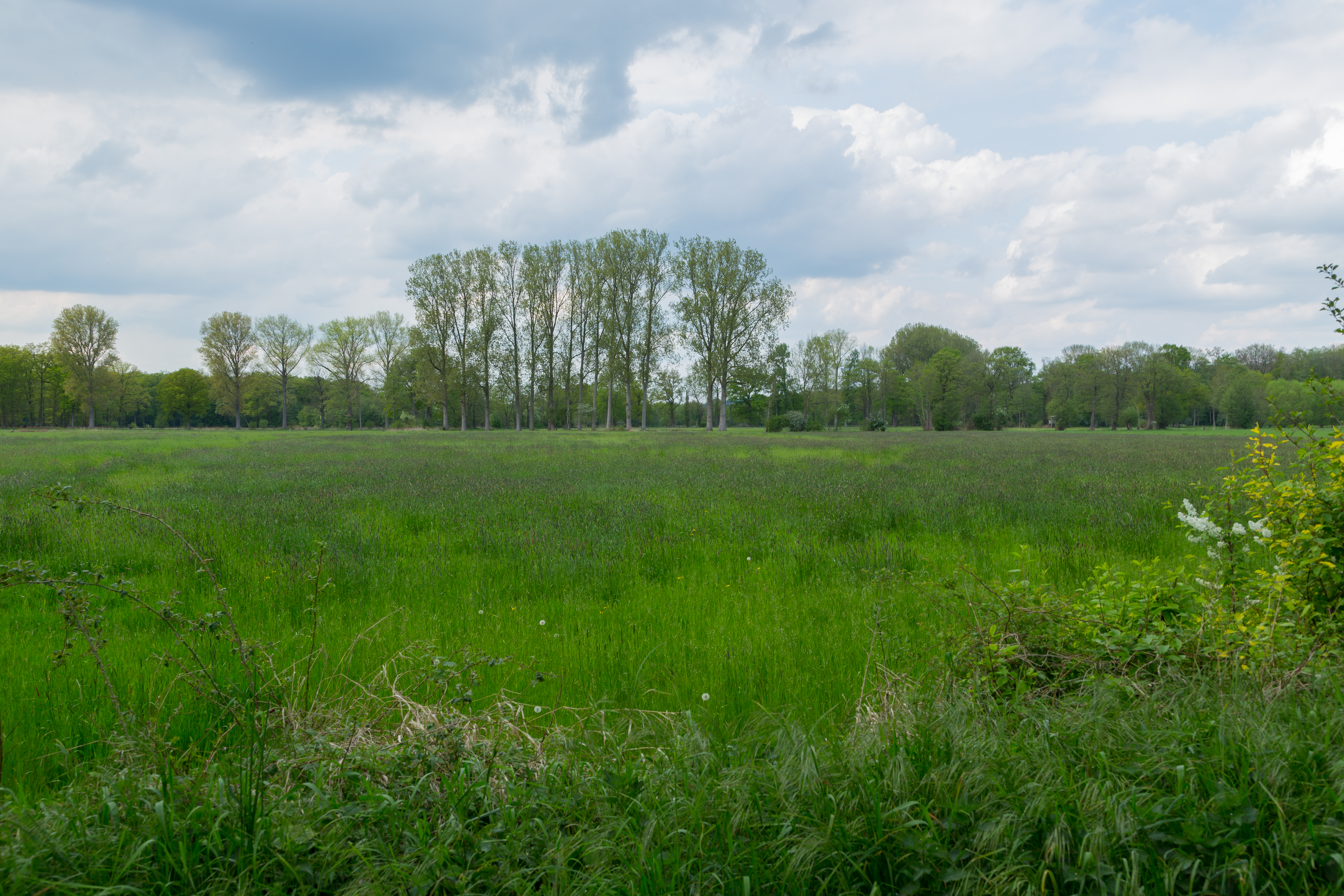
Blick in den Dörenther Teil des Naturschutzgebiets.

Das Naturschutzgebiet Wischlager Wiesen liegt auf dem Gebiet der Städte Ibbenbüren und Tecklenburg im Kreis Steinfurt in Nordrhein-Westfalen.
Das aus zwei Teilflächen bestehende Gebiet erstreckt sich westlich von Brochterbeck, einem Ortsteil der Stadt Tecklenburg. Am nördlichen Rand des Gebietes verläuft die Landesstraße L 591. Westlich verläuft die B 219 und fließt der Dortmund-Ems-Kanal, nördlich erstreckt sich das 59,3 ha große Naturschutzgebiet Dörenther Klippen.

## Bedeutung
Für Ibbenbüren und Tecklenburg ist seit 1992 ein 90,71 ha großes Gebiet unter der Kenn-Nummer ST-085 als Naturschutzgebiet ausgewiesen. Das Gebiet wurde unter Schutz gestellt zur Erhaltung, Entwicklung und Wiederherstellung von Lebensgemeinschaften und Biotopen, insbesondere von seltenen und z. T. stark gefährdeten landschaftsraumtypischen Pflanzen- und Tierarten und von seltenen, zum Teil gefährdeten Wat- und Wiesenvögeln, Amphibien und Wirbellosen sowie Pflanzen und Pflanzengesellschaften des offenen Wassers und des feuchten Grünlandes.